# Chiesa cimiteriale di San Gregorio Magno
La chiesa cimiteriale di San Gregorio Magno o di Santa Apollonia è un edificio religioso barocco che si trova a Coldrerio.

## Storia
L'edificio sorse nel Basso Medioevo e fu citato nel 1275 come chiesa romanica consacrata a San Giorgio. Fra il 1667 e il 1669 su rimaneggiata da Giacomo Beccaria, che mantenne la navata unica e la orientò a ovest. Prima del 1703 sul coro fu innestato un campanile. Nella prima metà del XVIII secolo fu aggiunta la sagrestia. Nello stesso secolo sul viale che conduce alla chiesa furono costruite alcune edicole con le stazioni della Via Crucis, nelle quali nel 1962 Florindo Soldini realizzò alcuni affreschi, oggi mal conservati.

## Descrizione

### Esterno
La facciata della chiesa è a capanna ed è decorata con alcune partiture architettoniche in marmo dipinte. Nel portico alla sua sinistra si trova la tomba di Pietro Mola, in stile neogotico e con un medaglione di marmo realizzato da Vincenzo Vela, e quella neorinascimentale di Pietro Livio. Nei pressi del portico un ossario del XVII secolo con affreschi del secolo successivo dedicati alla morte e alla resurrezione. Sia l'ossario sia gli affreschi non sono ben conservati.

### Interno
La copertura della navata è a botte. Il coro, di forma quadrangolare, è dotato di una balaustra in marmo del 1748; la volta di quest'ultimo ha una decorazione a cassettoni realizzata nel 1907. La navata è decorata con affreschi settecenteschi che rappresentano Santa Eurosia di Jaca, Santa Lucia, La Madonna del Carmine con le anime purganti, Sant'Agata, Sant'Apollonia e Sant'Orsola e le sue undicimila compagne. Una nicchia ospita inoltre una statua di Sant'Apollonia in legno il cui acquisto risale al 1855 ma che potrebbe essere stata realizzata prima.
L'altare, che si trova sulla parete del coro, è in stucco. Ospita una pala con alcuni affreschi secenteschi: La Vergine con San Gregorio, Sant'Abbondio, San Vincenzo Ferreri e Giacomo il Maggiore e San Carlo Borromeo e il beato Tesauro Beccaria martire.